# Balthasar Gyldenhoff
Balthasar Gyldenhoff, tidigare Thile, född 25 mars 1626 i Halle, Sachsen, död 4 mars 1689 i Stockholm, var en svensk friherre, krigsråd och landshövding i Västmanlands län.

## Biografi
Gyldenhoff var son till postmästaren Baltasar Thile och Catharina i Halle. Gyldenhoff blev 1645 kammarskrivare i krigskollegium och 1647 kassör vid legationen till Moskva. Han blev 1648 aktuarie i krigskollegium och 28 juni 1650 artilleribokhållare. Gyldenhoff blev 1651 kommissarie i krigskollegium och 1659 krigskamrer vid Svenska armén. Han var 1661 änkedrottning Hedvig Eleonoras hauptman över Vadstena slott och Vadstena län. Gyldenhoff adlades 13 oktober 1662 med namnet  Gyldenhoff och blev 1668 krigskommissarie. Han var 2 oktober 1674 krigsråd och fick sitt adelskap stadfäst 19 november 1677. Gyldenhoff blev 3 juli 1683 landshövding i Västmanlands län och var även ståthållare på Västerås slott och assessor i bergskollegium. Han blev 24 december 1687 friherre och introducerades i Sveriges riddarhus 1689 som nummer 84. Gyldenhoff avled 1689 i Stockholm och begravdes 15 juli samma år i Riddarholmskyrkan. Kroppen fördes därefter till Lovö kyrka där ett begravningsvapen sattes upp.
Gyldenhoff ägde gårdarna Malmvik i Lovö socken, Lindhovs gård i Botkyrka socken, Göstad i Vånga socken, Götemåla och Seskarö.

### Familj
Gyldenhoff gifte sig första gången 6 januari 1651 på Bergsbrunna i Danmarks församling med Vendela Valentin (1633–1668). Hon var dotter till rådmannen Valentin Nilsson och Margareta von der Linde av släkten von der Linde i Stockholm. De fick tillsammans barnen Agnes Margareta Gyldenhoff (1653–1703) som var gift med översten Johan Herman von Campenhausen, Hans Gyldenhoff (född 1656), Vendela Julianan Gyldenhoff (född 1657), Eva Gyldenhoff (1658–1735) som var gift med landshövdingen Hans von Dellinghausen, överstelöjtnanten Baltazar Gyldenhoff (1660–1743), Lorens Gyldenhoff (1661–1666), Carl Gyldenhoff (1663–1663), Catharina Gyldenhoff (1665–1703) som var gift med kommerserådet Daniel Leijonancker, Gustaf Gyldenhoff och en son.
Gyldenhoff gifte sig andra gången i oktober 1669 med Christina von der Linde. Hon var dotter till assessorn Jakob von der Linde och Carin Gyllenhorn. De fick tillsammans barnen Jakobina Gyldenhoff (1671–1691), sekundlöjtnanten Lorens Gustaf Gyldenhoff (1672–1703), Christina Gyldenhoff (1674–1733) som var gift med hauptmannen Mårten Törnhielm och Charlotta Gustava Gyldenhoff (född 1675).